# Mörtfors

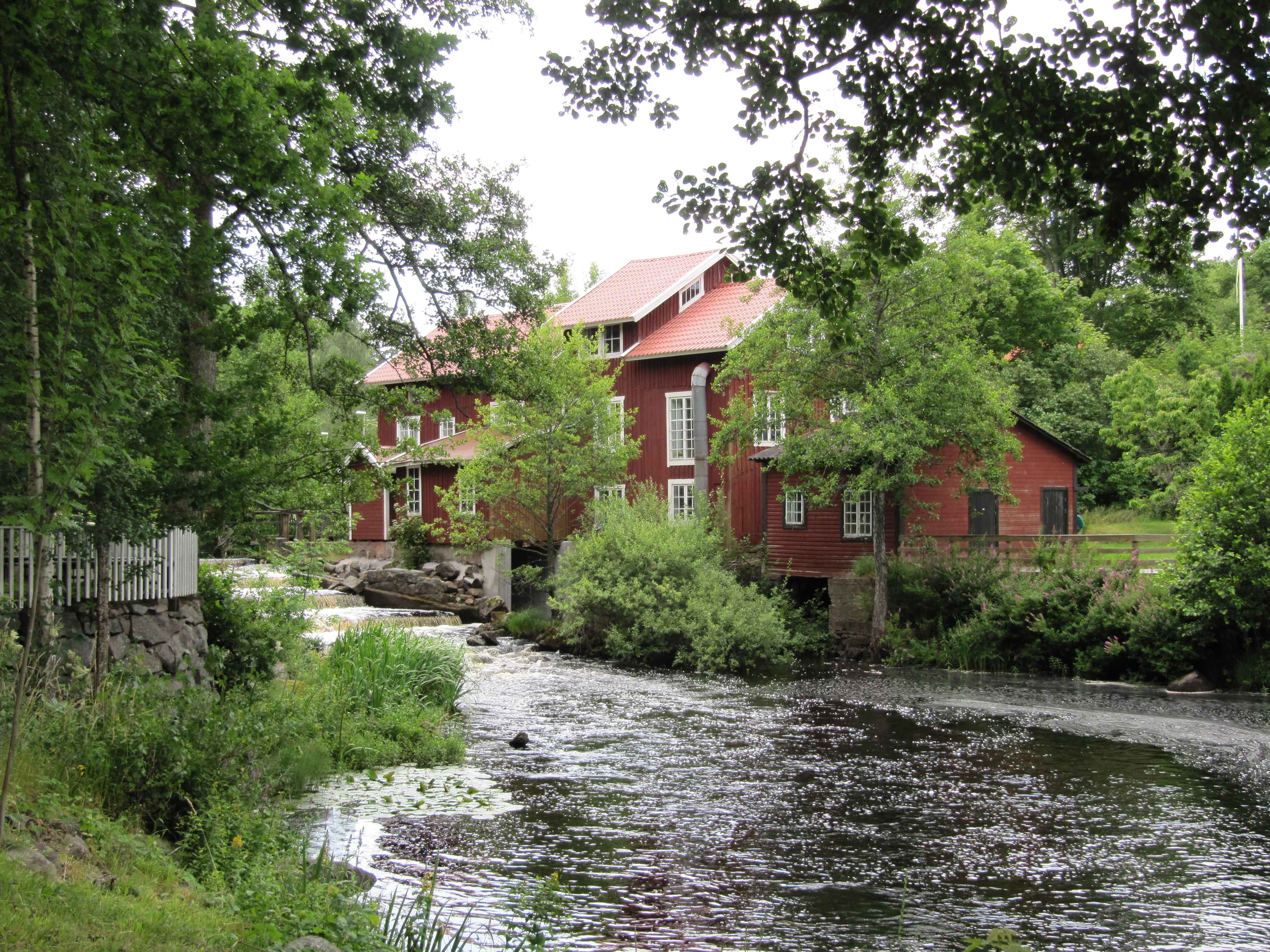
Wasserfall in Mörtfors

Mörtfors ist eine Ortschaft (Småort) in der südschwedischen Gemeinde Oskarshamn in der Provinz Kalmar län. 2020 hatte sie 58 Einwohner.

## Geografie
Mörtfors liegt in einem Tal zwischen den beiden Seen Maren und Kappemålagöl am Fluss Marströmmen. Es gibt eine direkte Verbindung zur etwa einen Kilometer entfernte E22.
Durch den Ort verlaufen die beiden Fernwanderwege Tjustleden und Ostkustleden. Südlich grenzt Mörtfors an das 211 Hektar große Naturreservat Mörtfors, in welchem unter anderem sehr alte Eichen stehen.

## Persönlichkeiten
- Weyler Hildebrand, Filmregisseur, Drehbuchautor und Schauspieler
- Jakob Wegelius, Autor und Illustrator
- Lena Sjöberg, Autor und Illustrator